# 2007年3月
3月31日
- 也門總統薩利赫31日任命電力部長阿里·穆罕默德·穆賈瓦爾為政府新總理，並由他負責組建新政府。文匯報（页面存档备份，存于）

3月30日
- 日本航空自卫队在首都东京外围部署爱国者三型导弹，标志该国导弹防御系统建设正式启动。BBC中文网（页面存档备份，存于）
- 中国山东木材加工企业工友集团股份有限公司作为第一家中国公司在法兰克福证券交易所挂牌。德国之声（页面存档备份，存于）

3月28日
- 英国宣布，冻结与伊朗所有双边商业联系，直至被伊朗扣押的英国海军人员获释。BBC中文网（页面存档备份，存于）
- 第19次阿拉伯国家联盟首脑会议在首都利雅得的阿卜杜勒·阿齐兹国际会议中心开幕。除利比亚以外的阿盟其他成员国的国家元首、政府首脑或他们的代表出席会议。新华网 Archive.today的存檔，存档日期2013-04-28
- 臺灣TVBS一名駐地記者被指協助罪犯拍攝錄影片段而免職，總經理李濤向觀眾鞠躬道歉。TVBS（页面存档备份，存于）自由電子報東森新聞報（页面存档备份，存于）

3月27日
- 美國參議院以50票對48票通過伊拉克戰事緊急撥款議案，但條件是美軍須在2008年3月前撤軍。明報

3月26日
- 中国国家主席胡锦涛抵达莫斯科，开始对俄罗斯进行国事访问并出席“中国年”开幕式等活动；普京和胡锦涛签署了《中俄联合声明》。新华网（页面存档备份，存于） BBC中文网（页面存档备份，存于）
- 北爱尔兰两大敌对党派——新教政党民主统一党与天主教政党新芬党领袖达成协议，决定从5月8日开始建立地方自治联合政府，分享政权。搜狐（页面存档备份，存于）

3月25日
- 日本北陸地方能登半島附近海域於上午9時42分（UTC+9）發生芮氏規模6.9的強烈地震，造成1人死亡，上百人受傷，少數地區出現10至20公分的海嘯。BBC中文網（页面存档备份，存于）自由電子報 NHK
- 津巴布韋總統羅伯特·穆加貝向支持者表示，要為明年的大選作好準備。觀察家報（页面存档备份，存于）
- 2007年香港特首選舉：曾蔭權在首輪投票中649以票對123票擊敗梁家傑，當選第三屆香港特別行政區行政長官。 維基新聞
- 欧盟27国元首或政府首脑聚集柏林，庆祝标志着欧盟诞生的《罗马条约》签署50周年，并发表《柏林宣言》。新华网（页面存档备份，存于）
- 英国在反对奴隶贸易的先驱威廉·威伯福斯的家乡赫尔纪念废除奴隶贸易200周年。BBC中文网（页面存档备份，存于）
- 中国地方领导人调整：原山东省委书记张高丽调任为天津市委书记；原青海省委书记赵乐际调任为陕西省委书记；习近平浙江省委书记职位空缺由原中组部常务副部长赵洪祝接替。新华网（页面存档备份，存于）
- 郭晶晶夺得世界游泳錦標賽女子三米板金牌，成为首位在游泳世锦赛上跳水项目4连冠的选手。新华网 Archive.today的存檔，存档日期2013-01-05
- 斯里蘭卡班達拉奈克國際機場遭到塔米爾之虎空襲，這是塔米爾之虎首次以空襲方式攻擊政府軍目標。

3月24日
- 原浙江省委书记习近平被任命为上海市委书记，韩正不再代任市委书记一职。新华网 Archive.today的存檔，存档日期2013-01-05
- 聯合國安理會通過第1747號決議。新決議加大了對伊朗核和導彈計劃相關領域的制裁，同時強調繼續尋求通過談判解決伊朗核問題。明報

3月23日
- 中國海關最新統計顯示，中國已經成為原油純進口國。明報
- 繼參議院後，美國眾議院以218票贊成、212票反對通過總額為1240億美元的戰爭緊急撥款法案，要求政府最遲明年2008年8月31日完全從伊拉克撤軍。總統小布殊馬上表明要予以否決。明報
- 伊朗革命衛隊宣稱15名英國皇家海軍士兵因「擅闖伊朗領海」而遭到扣留。

3月22日
- 联合国秘书长潘基文和伊拉克总理马利基在巴格达的“绿区”内举行的记者会被附近爆炸声打断，两人都没有受伤。BBC中文网（页面存档备份，存于）
- 中国外交部发表朝核问题《第六轮六方会谈第一阶段会议主席声明》，称“各方同意暂时休会，尽快复会，继续讨论和制订下一阶段行动计划”。BBC中文网（页面存档备份，存于）

3月20日
- 伊拉克萨达姆政权时期的副总统拉马丹被处决。BBC中文网（页面存档备份，存于）
- 香港國際電影節主辦2007年亞洲電影大獎於晚上在香港會議展覽中心舉行。明報
- 中国银监会批准汇丰银行（中国）有限公司、渣打银行（中国）有限公司、东亚银行（中国）有限公司、花旗银行（中国）有限公司开业。新华网 Archive.today的存檔，存档日期2013-01-05

3月19日
- 美国宣布与北韓达成协议，将解冻朝鲜存放在澳门汇业银行的2500万美元资金，用作人道和教育工作开支。BBC中文网（页面存档备份，存于）
- 第六轮朝核六方会谈在北京钓鱼台国宾馆开幕。新华网（页面存档备份，存于）
- 原“爱琴海”网站总编辑张建红（网名力虹）在被关押六个月后，经浙江宁波中级人民法院秘密开庭，以煽动颠覆国家政权罪一审判处有期徒刑六年，剥夺政治权利一年。BBC中文网（页面存档备份，存于）、自由亚洲电台[]

3月18日
- 芬蘭國會選舉結果揭曉，執政黨中間黨以一席之差繼續維持第一大黨地位，馬蒂·萬哈寧可望續任總理。

3月17日
- 中国人民银行决定，自2007年3月18日起上调金融机构人民币存贷款基准利率。新华网（页面存档备份，存于）
- 俄罗斯UT Air（英語：UT Air）公司的一架图-134客机在莫斯科东南薩馬拉紧急迫降时发生事故，导致7人死亡，30多人受伤。BBC中文网（页面存档备份，存于）
- 由巴勒斯坦伊斯兰抵抗运动（哈马斯）与民族解放运动（法塔赫）负责组建的巴勒斯坦民族联合政府宣誓就职。联合政府总理为伊斯梅尔·哈尼亚。新华网（页面存档备份，存于）

3月16日
- 日本首都東京降下了今冬首場的雪，創下1879年有紀錄以來最遲的紀錄。明報
- 中华人民共和国第十届全国人民代表大会第五次会议在批准政府工作报告、全国人大常委会工作报告及其他重要报告，表决通过《物权法》、《企业所得税法》和其他法律文件，完成各项议程后，在人民大会堂闭幕。明報新华网（页面存档备份，存于）自由電子報
- 日本Livedoor創辦人堀江貴文因涉及活力門事件遭東京地方法院判刑兩年六個月。

3月15日
- 中国人民政治协商会议第十届全国委员会第五次会议闭幕。新华网（页面存档备份，存于）

3月14日
- 美国财政部宣布，不再准许存有北韓资金的澳门滙業銀行与美国金融系统发生关系，同时将为海外监管机构判定该银行账户持有者的风险程度提供帮助。BBC中文网（页面存档备份，存于）
- 高耀洁等7人获得世界妇女权利组织“生命之音”（Vital　Voices　Global　Partnership）的年度“全球女性领袖”奖。新华网
- 約五百名藏民在西藏首府拉薩，為流亡海外的西藏精神領袖十四世達賴喇嘛燒香祈福。目擊者證實至少一人被警察拘留。明報

3月13日
- 联合国人口司公布的一项研究报告显示，2050年时，世界人口总数将从2007年的67亿增至92亿，其中，绝大部分新增人口来自欠发达国家。新华网
- 日本农村工学研究所发表的一份研究报告说，一种十字花科植物叶芽筷子芥，可以有效净化被镉污染的土壤。这一发现使得低成本、大范围净化被镉污染的土壤成为可能。新华网
- 国际原子能机构总干事巴拉迪一行7人当地时间中午抵达平壤，开始对北韓进行为期两天的访问。新华网
- 日本首相安倍晋三与访问日本的澳大利亚总理約翰·霍華德在东京签署《日澳安全保障协议》。BBC中文网（页面存档备份，存于）自由電子
- 中國湖南省永州市珠山鎮4天前因公車票價漲幅過大而引發大规模骚乱，因此實施軍事管制，而整起衝突結束。有媒體報導「2万人参与」，有目擊者說「1死60傷」。湖南省长周强称只是「简单的民事纠纷」，并否认有学生死亡。自由電子報、BBC中文网（页面存档备份，存于）、自由亚洲电台[]、中国网博訊新聞網（页面存档备份，存于）博訊新聞網（页面存档备份，存于）中時電子報

3月12日
- 孟加拉航空客機在阿拉伯聯合大公國的杜拜機場起飛時，因機輪故障，導致機鼻與引擎衝撞地面，造成27人輕傷。自由電子報
- 香港無線電視把第一至三線劇集一次過更換（第一線：高朋滿座→同事三分親；十兄弟→亂世佳人；迎妻接福→寫意人生）

3月11日
- 日本首相安倍晋三在NHK电视台的节目中说，他“由衷地”向心灵受到创伤的“慰安妇”表示道歉。新华网（页面存档备份，存于）
- 美國提前實施夏令時間，暫時未有發生類似千年蟲的問題。明報（页面存档备份，存于）
- 美國總統布什抵達拉丁美洲之行第四站瓜地馬拉。與較早前在巴西和哥倫比亞一樣，繼續遭到當地民眾抗議其侵略伊拉克及新自由主義政策。明報明報
- 法国总统希拉克向全国公众发表电视讲话，宣布自己不再在今年总统大选中竞选连任。新华网
- 歐洲聯盟要求德國對其高速公路實施速度限制。泰晤士報（页面存档备份，存于）

3月10日
- 包括美國、敘利亞、伊朗等國的代表在伊拉克的邀請下，一同出席在巴格達舉行的區域安全會議。自由電子報

3月9日
- 香港移民卢曼华女士经过激烈角逐，当选北爱尔兰议会议员，成为英国首位华人议员。BBC中文网（页面存档备份，存于）

3月8日
- 韩国总统卢武铉提名前财政部长韩德洙为国务总理。中国日报（页面存档备份，存于）
- 《福布斯》公布2007年全球富豪榜，比尔·盖茨第13年蝉联世界首富。京报网[]
- 2008年中華民國總統大選：
  - 民進黨三位熱門候選人蘇貞昌、游錫堃、謝長廷登記參加初選。明報
  - 美聯社向候選人之一的呂秀蓮就形容其為「人渣」（scum）道歉。News24
- 台灣力霸集團弊案偵結，台北地檢署依違反證券交易法等罪名起訴力霸集團創辦人王又曾、王金世英等107名被告；其中王又曾遭檢方求刑30年，王金世英被求刑28年，全案起訴書厚逾940頁，犯罪金額超過新台幣700億元，創下台灣司法史紀錄。中央社
- 中国国务院新闻办公室发表《2006年美国的人权纪录》，以回应美国国务院6日发表的《2006年国别人权报告》。新华网
- 英國下議院通過一份意向性草案，未來上議院所有議席須由選舉產生。國際先驅論壇報（页面存档备份，存于）
- 美國總統喬治·沃克·布希啟程訪問巴西、烏拉圭、哥倫比亞、瓜地馬拉、墨西哥。

3月7日
- 韩国首位女性国务总理韩明淑正式结束了约10个月的总理职务，并恢复了开放国民党党籍。韩国国际广播电台（页面存档备份，存于）
- 印度尼西亚加鲁达航空公司一架客机早上在日惹市机场降落时爆炸起火，造成22人死亡。BBC中文网（页面存档备份，存于）
- 美国国防部长罗伯特·盖茨宣布，他已批准向伊拉克额外增派2200名宪兵。新华网
- 联合国大会预算咨询委员会前主席、俄罗斯外交官弗拉基米尔·库茨涅佐夫（英语：Vladimir Kuznetsov (diplomat)）在美国纽约被裁定犯下洗钱罪行。新华网 Archive.today的存檔，存档日期2013-04-28
- 土耳其政府以YouTube網站上有影片涉嫌「污辱」土耳其國父凱末爾為由，下令封鎖YouTube。

3月6日
- 2008年中華民國總統大選：
  - 副總統呂秀蓮登記參加民進黨總統候選人初選。明報
- 美国副总统切尼的办公室前任主任路易斯·利比被法庭裁决做伪证和妨碍司法公正罪名成立。BBC中文网（页面存档备份，存于）
- 国际记者保护协会公布一份调查显示，过去10年间，全球记者及新闻机构工作人员殉难总数超过1000人。新华网
- 伊朗正式宣布国防部前副部长阿里—礼萨·阿斯加里在土耳其因私旅行时失踪。新华网

3月5日
- 中华人民共和国第十届全国人民代表大会第五次会议在北京人民大会堂开幕。国务院总理温家宝向人大作2007年政府工作报告。新华网（页面存档备份，存于）
- 莫斯科仲裁法庭宣布，因侵吞公司财产和洗钱罪名成立，俄罗斯尤科斯石油公司两名前负责人分别被判处11年和12年监禁。新华网 Archive.today的存檔，存档日期2013-04-28
- 阿富汗总统卡尔扎伊对美国驻阿部队杀害10名阿富汗平民的行为予以强烈谴责。新华网 Archive.today的存檔，存档日期2013-04-28
- 日本首相安倍晋三在参议院预算委员会会议上表示，日本不会再就“慰安妇”问题进行谢罪。新华网（页面存档备份，存于）雅虎新闻
- 全球股票市場承接上周跌勢全線報跌，其中香港恆生指數下跌777點，創九一一事件後單日最大跌幅。明報（页面存档备份，存于）

3月4日
- 中华民国总统陈水扁对台湾前途提出“四要一没有”的宣示，这“四要”分别是：台湾要独立，要正名，要新宪法，要发展。“一没有”则是台湾没有左右路线问题，只有国家认同分歧与统独问题。BBC中文网（页面存档备份，存于）
- 美国和伊朗科学家新发现了一种罕见的、可引发早发冠心病的基因缺陷。新华网（页面存档备份，存于）
- 伊拉克前政权军人回归大会在巴格达举行，作为总理马利基倡导的民族和解计划的一部分，有大约8.5万名曾在前政权军队服役的官兵将到现政府的工作岗位上任职。新华网 Archive.today的存檔，存档日期2013-04-28
- 科威特埃米尔已同意内阁集体辞职，并授权现任首相谢赫纳赛尔·萨巴赫重新组阁。新华网（页面存档备份，存于）
- 美国纽约市的百岁老妇罗斯-莫拉特遭劫匪袭击导致颧骨骨折，整个案发过程被监控录像拍摄了下来。中国新闻网（页面存档备份，存于）

3月3日
- 愛沙尼亞國會改選，並首次採用網上投票的方式接受選票。明報
- 台灣另一國營企業「中國造船公司」改名為「台灣國際造船公司」。東森新聞報（页面存档备份，存于）
- 巴基斯坦军方宣布，他们成功试射了一种可以携带核弹头的短程导弹。BBC中文网（页面存档备份，存于）
- 中国人民政治协商会议第十届全国委员会第五次会议在北京正式开幕。新华网（页面存档备份，存于）
- 为期9天的第44届法国国际农业博览会３日在巴黎凡尔赛门展览中心开幕。新华网（页面存档备份，存于）

3月2日
- 9名上海市社保资金案涉案党员干部祝均一，秦裕，孙路一，王成明，韩国璋，吴鸿玫，王国雄，陆祺伟，朱文锦受到开除党籍、开除公职的处分。新华网（页面存档备份，存于）
- 義大利總理羅馬諾·普羅迪在通過兩次信任投票後，重返總理職務。

3月1日
- 聯合國糧農組織駐緬甸辦事處表示，緬甸一家養雞場出現禽流感疫情，緬甸當局已採取緊急應對措施。新华网
- 澳門正式停用所有舊式電話號碼。